# Oberalp (Unternehmen)
Die Oberalp AG (italienisch: S.p.A.) ist ein managementgeführtes Familienunternehmen mit Sitz in Bozen, Italien. Seit sechs Generationen ist die Firma in der Textilindustrie tätig und fertigt hauptsächlich Bergsportartikel.

## Geschichte

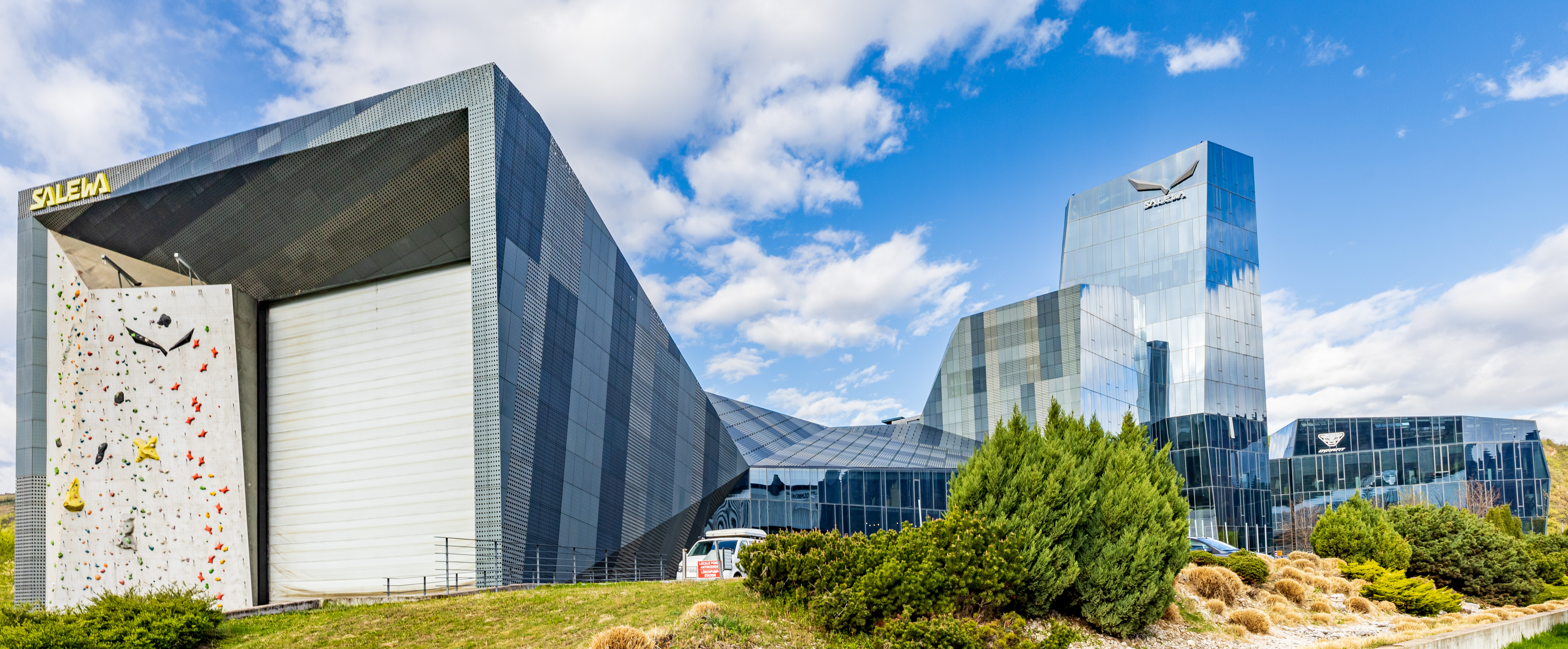
Oberalp Firmenzentrale im Industriegebiet Bozen

1846 gründete der Tiroler Tuchhändler Anton Oberrauch in Bozen ein Geschäft für Tuch und Stoffe. Dieses Unternehmen ist der Ursprung des heutigen Modehauses Oberrauch Zitt sowie der 1981 von Heiner Oberrauch gegründeten Oberalp Gruppe, ein Ururenkel von Anton Oberrauch.
Am 8. Juli 1935 gründete Josef Liebhart, der Direktor der Münchner Sattler- und Tapezierer-Einkaufsgenossenschaft, das Unternehmen Salewa als Tochtergesellschaft für Sattel- und Leder-Waren. 1982 übernahm Heiner Oberrauch den Vertrieb von SALEWA (Eigenschreibweise) für Italien mit seiner 1981 gegründeten Oberalp Gruppe. 1990 übernahm Oberalp die Marke Salewa ganz.
2003 übernahm Salewa den zu Kneissl gehörenden Skischuhhersteller Dynafit Sport GmbH aus Molln.
2011 übernahm die Oberalp Gruppe den Schweizer Skifellhersteller POMOCA, danach folgten die Übernahme der Klettermarke Wild Country im Jahr 2012 und der kalifornischen Kletterschuhmarke Evolv in 2019. 2020 gründete Ruth Oberrauch, Executive Board Member der Oberalp Gruppe, die Bergsportmarke für Frauen LaMunt.
Das Unternehmen war im Zuge der Corona-Pandemie 2020–2022 maßgeblich in eine Maskenaffäre verwickelt.

## Unternehmen und Marken

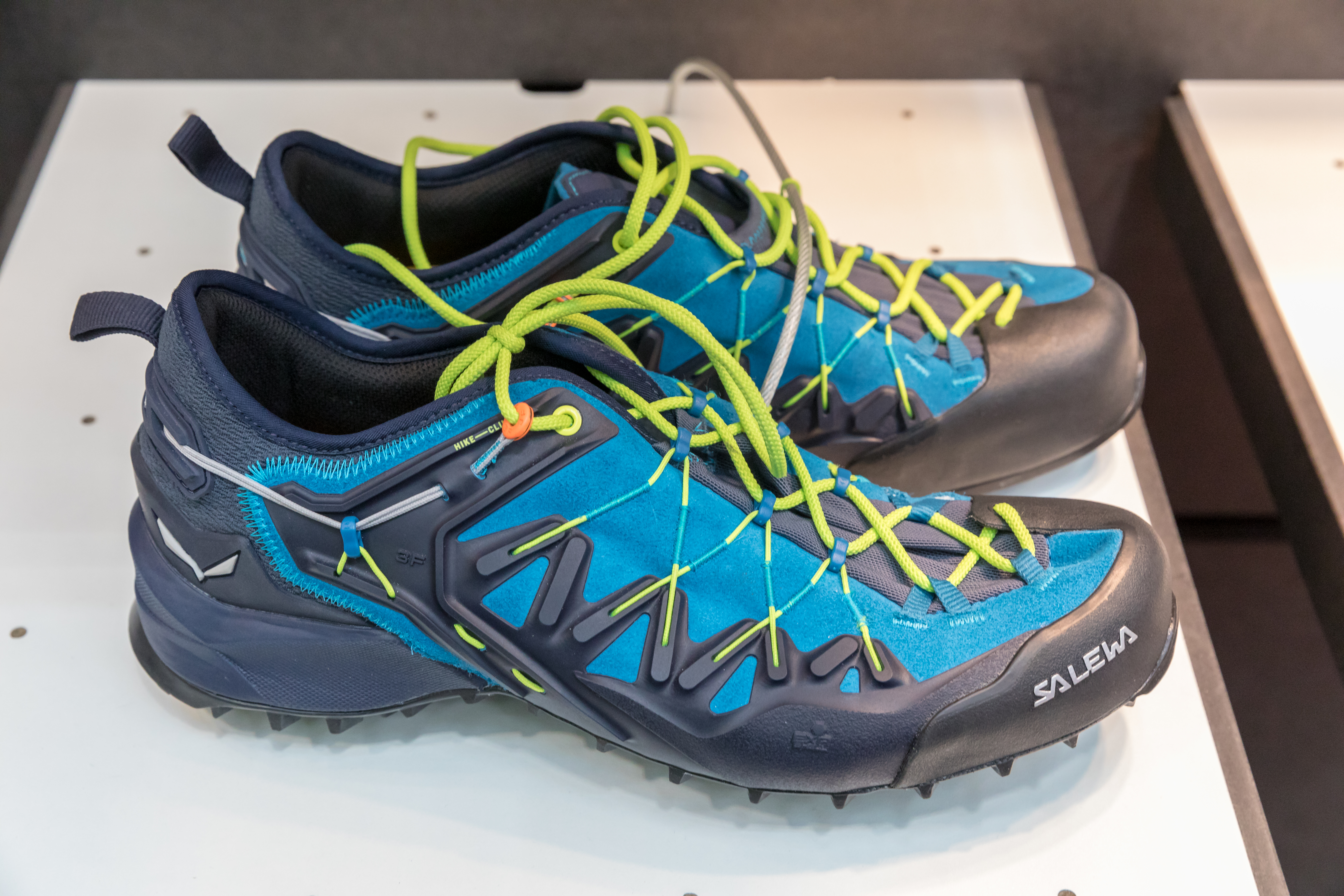
Schuhe der Marke Salewa

Die Oberalp Gruppe entwickelt, fertigt und vertreibt Bergsportartikel. Die Firmengruppe hat weltweit 12 Niederlassungen und betreibt 236 Monobrand Geschäfte. Der Vertrieb erfolgt im Einzel- und Großhandel. Zu den eigenen Marken gehören Salewa, ein Spezialist für Bergsportartikel und Alpinsport, sowie Dynafit, Pomoca, Wild Country, Evolv und LaMunt.
Durch die Oberalp Gruppe werden auch andere nicht eigene Marken in Italien und in einigen europäischen Ländern vertrieben, wie Fischer, Under Armour, Smith, X-Bionic, X-Socks, Barts, Burlington, Falke und 2117 of Sweden.
Das Unternehmen ist seit 2013 Mitglied der unabhängigen non-profit Organisation Fair Wear Foundation und veröffentlicht jährlich einen eigenen Nachhaltigkeitsbericht namens „Contribute“.

## Klettereinrichtungen

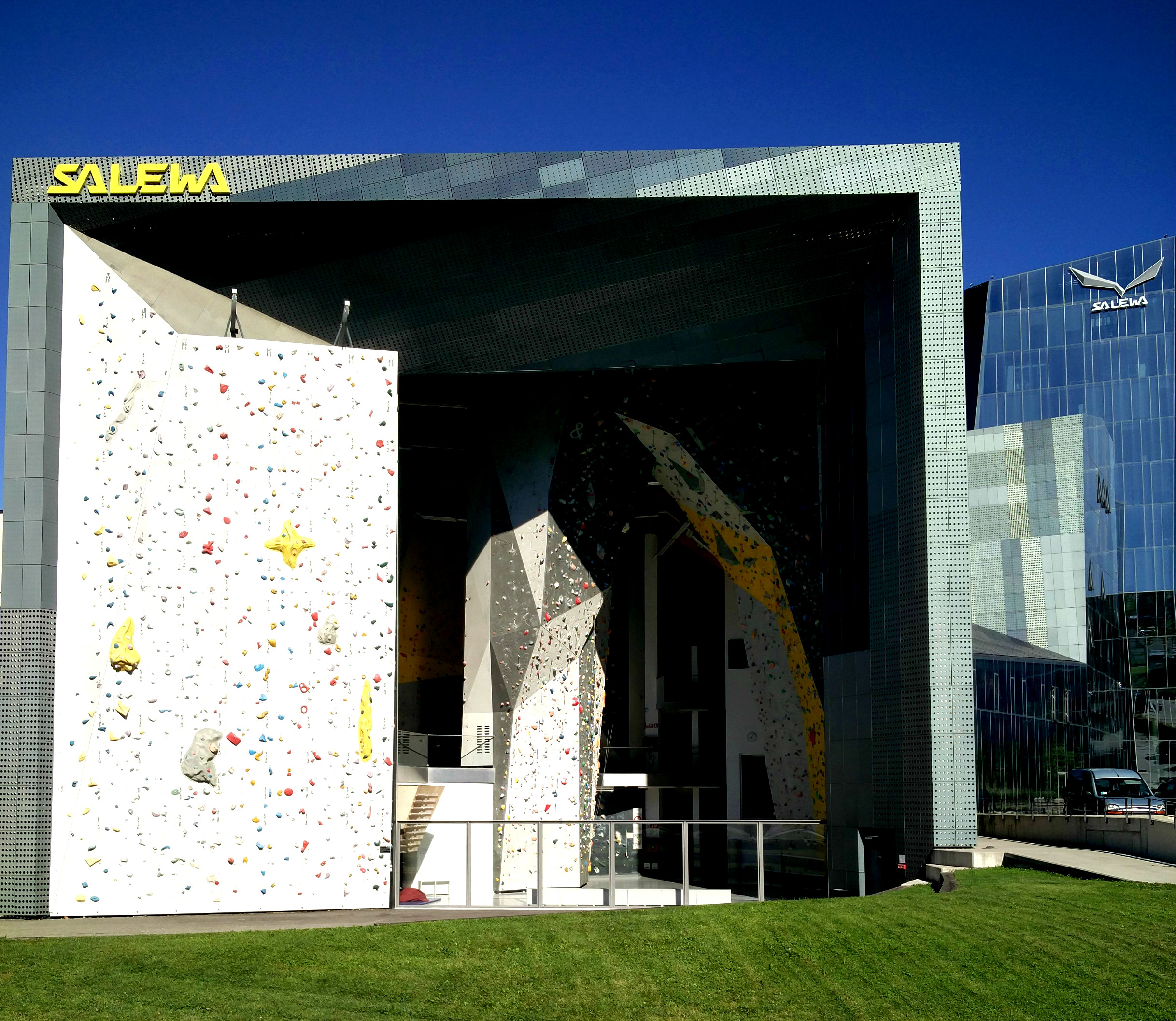
Kletterhalle Salewa Cube in Bozen

- Die Kletterhalle Salewa Cube bietet 2000 Quadratmeter Kletterfläche und ist Teil der Firmenzentrale in Bozen. Mehr als 200 Kletterer können die 180 verschiedenen Kletterrouten gleichzeitig beklettern.[15]
- Salewa hat die Errichtung des Salewa-Klettersteiges am Iseler in den Allgäuer Alpen unterstützt.